# Lena Stiessel
Lena Aurora Stiessel, född 26 juli 1931 i Stockholm, död 29 juni 2025 i Enebyberg, Stockholms län, var en svensk författare, känd för sina barnböcker.
Stiessel debuterade 1968 med boken Min Bok på Bonnier förlag och vann bredare erkännande genom sin serie om den lilla hästen Trolle. Den inledande boken i serien, "En häst i huset", släpptes 1976, illustrerad av Lisbeth Holmberg-Thor,  och blev början på hennes karriär som författare.
Stiessel arbetade som bibliotekarie till 1990 men ägnade sig därefter åt sitt författarskap..